# Ernest La Jeunesse
Ernest Léon Lajeunesse-Caën (dit Ernest La Jeunesse), né le 23 juin 1874 à Paris 10e et mort le 2 mai 1917 à Paris 14e, est un écrivain, caricaturiste et critique littéraire français.

## Parcours

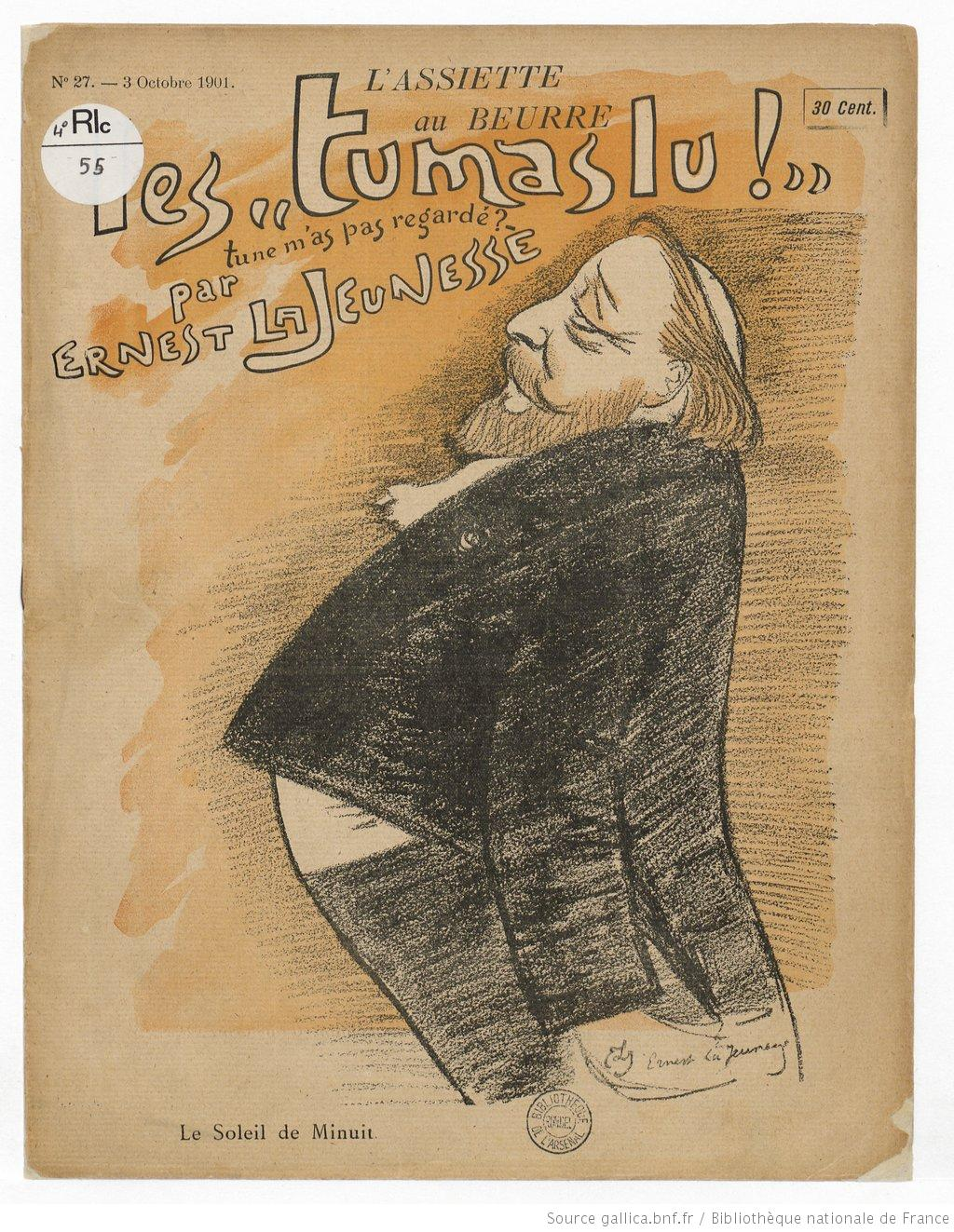
L'Assiette au beurre du 3 octobre 1901 entièrement conçu par La Jeunesse : une charge amusante contre les poses des « Grandsécrivains », qui étaient aussi ses amis.

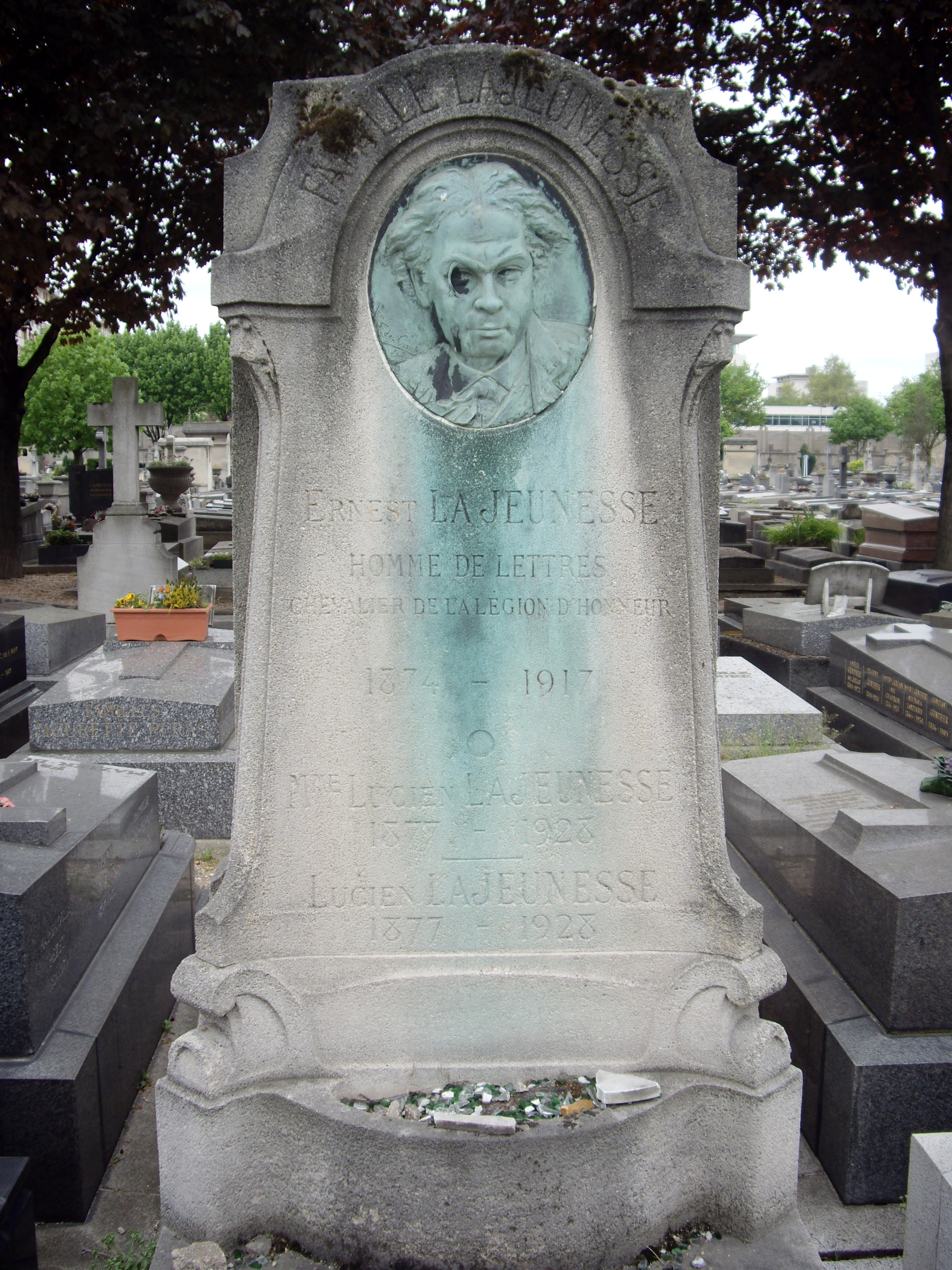
Tombe au cimetière de Montrouge.

Fils de Désiré Caën, employé, et de Céline Feize, couturière, fille de graveur, le critique et romancier Ernest La Jeunesse, figure littéraire très présente dans le paysage intellectuel français de la Belle Époque, fut parfois injustement oublié.
Après une licence ès lettres, il entre dès 1896 à La Revue blanche où il chronique les spectacles et se montre proche des modernes comme Oscar Wilde. Il écrit et parfois dessine pour Le Figaro, Gil Blas, L'Assiette au beurre, la Revue bleue, La Phalange, L'Intransigeant, Le Journal de Paris. Il est aussi correspondant français pour Die Zeit de Vienne. Il excelle dans l'art du pastiche et ne manque pas d'humour.
En 1898, il lance le journal Ouste ! (« texte et icônerie d'Ernest La Jeunesse »), vendu 10 centimes.
En 1906, Guillaume Apollinaire, qui l'appréciait, le présente à Max Jacob. D'autres grands témoins de l'époque parlent de La Jeunesse, pas toujours en termes positifs, tels Paul Léautaud ou Jules Renard ; plus tard André Billy le cite comme l'un des brillants chroniqueurs de son temps.
S'essayant très jeune à devenir un dramaturge, mais sans trop y croire, il est défendu par Octave Mirbeau qui, toujours prompt à défendre les opprimés, ne supporte pas que l'on agresse ce jeune-homme à cause de son physique. Il avait une voix de fausset, des excentricités vestimentaires. Il fut gentiment caricaturé par Alfred Jarry sous le nom d'« Allmensch Severus » dans Les Jours et les Nuits. Découvrant ses origines juives, Léon Daudet voit en lui, dans Au temps de Judas, « un épouvantail ». Selon Edmond de Goncourt, beaucoup de ses notoires contemporains craignent sa langue de vipère et la délicatesse méchante de son ironie.
En 1907, il publie chez Bosc et Cie, Le Forçat honoraire, roman immoral dans lequel c'est l'assassin qui prend la parole. Dans sa préface, La Jeunesse s'attaque à la littérature policière qui commence à fleurir, avec ses détectives, surhommes qui toujours punissent le méchant, littérature qui « endort », avec ses héros de papier, « chiures d'encre », toujours dans « le Camp des bourgeois ».
Il fut critique dramatique au Journal à partir de février 1909.
Parrainé par son ami Georges Courteline, il est nommé chevalier de la Légion d'honneur la veille de la déclaration de la Grande Guerre, soit le 30 juillet 1914.
Il meurt au 66, rue des Plantes dans le 14e arrondissement de Paris le 2 mai 1917 et repose au cimetière de Montrouge.

## Décoration
- Chevalier de la Légion d'honneur (30 juillet 1914)

## Autres écrits
- La Prière d'Anatole France, chez Jacques Tournebroche, 1895.
- Les Nuits, les ennuis et les âmes de nos plus notoires contemporains, Paris, Perrin et cie, 1896 (rééd. 1913).
- L'Imitation de notre maître Napoléon, Paris, Bibliothèque-Charpentier, 1897.
- L'Holocauste, roman contemporain, Paris, E. Fasquelle, 1898.
- L'Inimitable : roman contemporain, Paris, Bibliothèque-Charpentier, 1899.
- Sérénissime : roman contemporain, Paris, E. Fasquelle, 1900.
- Demi-volupté : roman, Paris, Offenstadt, « collection Orchidée », 1900.
- Cinq ans chez les sauvages, Félix Juven, s. d. [1902].
- Le Boulevard, roman contemporain, J. Bosc et Cie, 1906, couverture illustrée en couleurs par Manuel Orazi.
- [catalogue] Excursion en Touraine, Panhard et Levassor, 1910.
- Lettres à Marcel Schwob et Jean Lorrain, édition établie et annotée par Éric Walbecq, Tusson (Charente), Du Lérot, 2006.
- « J.-H. Rosny et le Mastodonte », in Les Conquérants du Feu et autres récits primitifs, Les Moutons électriques, 2014 (pastiche de J.-H. Rosny aîné)